# Pop Art (album)
Pop Art è il primo album del gruppo musicale britannico Transvision Vamp, pubblicato dall'etichetta discografica MCA nel 1988.
L'album, disponibile su long playing, musicassetta e compact disc, è prodotto da Duncan Bridgeman e Zeus B. Held. I brani sono interamente composti da Nick Christian Sayer, chitarrista del gruppo, eccetto Tell That Girl to Shut Up, firmato da Holly Beth Vincent.
Prima del disco erano stati pubblicati tre singoli che vi sarebbero stati inseriti, ovvero Revolution Baby (datato 1987), Tell That Girl to Shut Up e I Want Your Love, mentre in seguito viene tratto Sister Moon.

## Tracce

### Lato A
1. Trash City
2. I Want Your Love
3. Sister Moon
4. Psychosonic Cindy
5. Revolution Baby

### Lato B
1. Tell That Girl to Shut Up
2. Wild Star
3. Hanging Out with Halo Jones
4. Andy Warhol's Dead
5. Sex Kick